# Umberto Riccobaldi
Umberto Riccobaldi (La Spezia, 6 novembre 1900 – La Spezia, 4 ottobre 1980) è stato un calciatore italiano, di ruolo attaccante.

## Carriera
Dopo aver militato nell'Olimpia Spezia, nella stagione 1923-1924 passa allo Spezia, con cui disputa due campionati di massima serie per un totale di 15 presenze e 3 reti.